# Smith Sund
Smith Sund (engelsk Smith Sound (78°25′N, 74°0′W) er et sund mellem Grønland og Canada's nordligste ø, Ellesmere Island. Sundet er en del af Nares Strædet og ligger nord for Qaanaaq og forbinder Baffinbugten med Kane Basin. 
Styrmanden på skibet Discovery, William Baffin, som i 1616 sejlede op langs Grønlands vestkyst, lagde navn til både Baffin Bay og Baffin Land. Ekspeditionen fandt et sund nord for Qaanaaq Thule som de kaldte Sir Thomas Smith Sund efter den engelske diplomat Sir Thomas Smith der havde været med til at finansiere ekspeditionen. Først efter John Ross ekpeditionen i 1818 fik sundet det mere enkle navn Smith Sound.
Arkæologiske undersøgelser viser, at der første bosættere sandsynligvis ankom til Grønland for 5.000 år siden efter at have krydset Smith Sund fra Canada.
Omkring 1200 e.v.t. indvandrer Thule-folket til området omkring Smith Sund. De kommer direkte fra Alaska og er forfædre til nutidens grønlændere. 

## Ekstern henvisning
- Kort med Smith Sund Arkiveret 20. juli 2007 hos  Wayback Machine

78°25′N 74°0′V / 78.417°N 74.000°V